# Liste der Bodendenkmäler in Dürrwangen
Auf dieser Seite sind die Bodendenkmäler in dem mittelfränkischen Markt Dürrwangen zusammengestellt. Diese Tabelle ist eine Teilliste der Liste der Bodendenkmäler in Bayern. Grundlage ist die Bayerische Denkmalliste, die auf Basis des Bayerischen Denkmalschutzgesetzes vom 1. Oktober 1973 erstmals erstellt wurde und seither durch das Bayerische Landesamt für Denkmalpflege geführt wird. Die folgenden Angaben ersetzen nicht die rechtsverbindliche Auskunft der Denkmalschutzbehörde.

## Bodendenkmäler in Dürrwangen
| Lage                     | Objekt | Akten-Nr.     | Bild           |
| ------------------------ | --- | ------------- | -------------- |
| Hauptstraße 3 (Standort) | Mittelalterliche Burg, neuzeitliches Schloss                                                                                                   | D-5-6828-0001 | weitere Bilder |
| (Standort)               | Mittelalterliche und frühneuzeitliche Befunde im Bereich der Marktsiedlung von Dürrwangen                                                      | D-5-6828-0064 |                |
| Marktplatz 8 (Standort)  | Mittelalterliche und frühneuzeitliche Befunde im Bereich der katholischen Pfarrkirche Mariä Empfängnis                                         | D-5-6828-0065 | weitere Bilder |
| (Standort)               | Siedlung der Steinzeiten | D-5-6828-0070 |                |
| (Standort)               | Untertägige Teile der spätmittelalterlichen Marktbefestigung von Dürrwangen                                                                    | D-5-6828-0089 |                |
| Kirchplatz 2 (Standort)  | Mittelalterliche Vorgängerbauten der katholischen Pfarrkirche St. Peter und Paul, Friedhof des Mittelalters und der frühen Neuzeit in Halsbach | D-5-6828-0111 | weitere Bilder |
| (Standort)               | Freilandstation des Mesolithikums | D-5-6828-0137 |                |